# Heliaeschna
Heliaeschna là một chi chuồn chuồn ngô thuộc họ Aeshnidae.
Chi có các loài sau:
- Heliaeschna bartelsi Lieftinck, 1940
- Heliaeschna crassa Kr ger, 1899
- Heliaeschna cynthiae Fraser, 1939
- Heliaeschna filostyla Martin, 1906
- Heliaeschna fuliginosa Karsch, 1893
- Heliaeschna idae (Brauer, 1865)
- Heliaeschna sembe Pinhey, 1962
- Heliaeschna simplicia (Karsch, 1891)
- Heliaeschna trinervulata Fraser, 1955
- Heliaeschna ugandica McLachlan, 1896
- Heliaeschna uninervula Martin, 1909